# مفردات راغب

جلد کتاب مفردات راغب

کتاب المفردات فی غریب القرآن کتابی است که به بحث پیرامون معنای لغاتی که در قرآن آمده با توجه به ذکر آنها در هرکدام از آیات می‌پردازد.
مؤلف این کتاب ارزشمند که غالباً مورد استفاده علمای اسلام قرار می‌گیرد ابی القاسم الحسین بن محمد معروف به راغب اصفهانی (درگذشته ۵۰۲ قمری) از ادیبان و حکیمان اهل اصفهان است.

## ویژگی‌های کتاب
- کتاب به زبان عربی است.
- شامل تمام مفردات قرآن می‌باشد.
- کتاب بر اساس ترتیب حروف الفبای عربی در فرهنگهای لغات گردآوری شده‌است.
- در بیان معانی بعضی از لغات از شعر و حدیث به عنوان شاهد مثال استفاده شده‌است.

در اهمیت این کتاب گفته شده که ابزار شناخت قرآن در این کتاب است.